# Els Aarne
Els Aarne (Makijivka (Oekraïne), 30 maart 1917 – Tallinn, 14 juni 1995) was een Estisch componiste en pianiste.
Ze werd geboren in Oekraïne, maar studeerde aan het Conservatorium van Tallinn, waar ze in 1939 afstudeerde als muzieklerares, in 1942 als pianiste en in 1946 als componiste (onder begeleiding van Heino Eller). Ze was zeer bekend door haar kamermuziek. Daarnaast schreef ze nog enkele symfonieën.
- Gemeinsame Normdatei: 1033332445
- International Standard Name Identifier: 0000 0000 3176 811X
- Library of Congress Control Number: n93016038
- Nationale Bibliotheek van Letland: 000298730
- MusicBrainz: 44a9a8d8-8cf8-454a-a8bc-2ab06e428657
- Virtual International Authority File: 63215058
- WorldCat: E39PBJyrQjd8Rwm3wrv4mkCvpP